# 23004 Triciatalbert
23004 Triciatalbert este o planetă minoră (asteroid), cu un diametru de 6,557 km, din centura de asteroizi. A fost descoperită pe 9 noiembrie 1999 la Catalina Station⁠(d) de Catalina Sky Survey. 
Obiectul prezintă o orbită caracterizată de o semiaxă mare de 2,7913491 UAi, o excentricitate de 0,15, o înclinație de 17,94103 ° în raport cu ecliptica.